# Bernat de Rocafort
Bernat de Rocafort (o Berenguer de Rocafort) (? - Aversa, 1309) fou un militar valencià o català, cabdill dels almogàvers.

## Guerra de Sicília

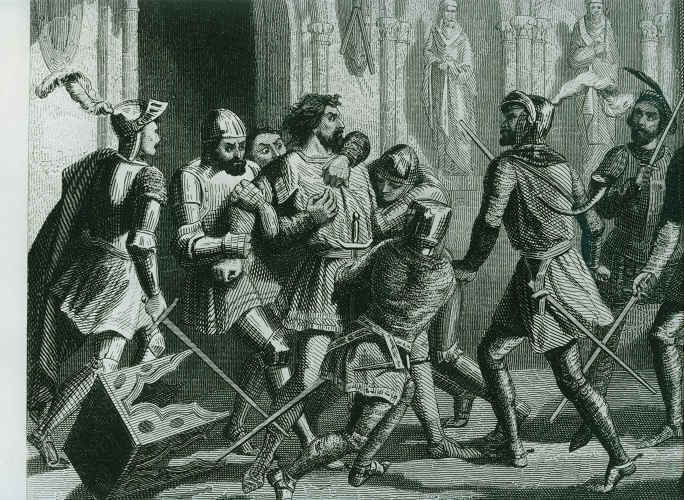
Gravat que representa la detenció de Bernat de Rocafort

Bernat de Rocafort va participar en la Guerra de Sicília (1296-1302) servint el rei Frederic II de Sicília. Es negà a acceptar els termes de la Pau de Caltabellotta, que l'obligaven a entregar dos castells que havia conquerit a Calàbria al rei Robert I de Nàpols. Finalment exigí un forta indemnització i es guanyà l'antipatia d'aquest.

## Companyia Catalana d'Orient
Finalment s'uní a la Companyia Catalana d'Orient l'estiu del 1304. Inicialment desembarcà a Constantinoble, on l'emperador Andrònic II Paleòleg l'informà que la flota de la Companyia es trobava ancorada a Quios. Amb les seves dues galeres i uns reforços de 1.000 almogàvers i 200 homes a cavall, es reuní amb la flota cabdellada per Ferrando d'Ahones i ambdós salparen cap a Ània seguint les ordres de Roger de Flor.
Trobant-se el gruix de l'host almogàver a Tira, Ramon Muntaner s'avançà per anar-lo a rebre i el conduí fins a Efes, on es reuní amb Roger de Flor. Aquest el nomenà manescal de la Companyia i el prometé amb la seva filla. Sota les ordres de Roger de Flor, cabdellà la infanteria almogàver en la batalla de Cibistra.
Després de l'assassinat de Roger de Flor i de l'almirall Ferrando d'Ahones, i restant empresonat Berenguer d'Entença i de Montcada, Bernat de Rocafort esdevingué cap de la Companyia Catalana. Durant dos anys romangueren a Gal·lípoli i juntament amb Ferrando Eximénez d'Arenós va liderar la batalla contra els alans per venjar la mort de Roger de Flor, i va dirigir la Venjança Catalana lluitant contra els romans d'Orient i derrotant els búlgars.
En retornar Berenguer d'Entença i de Montcada del seu presidi van liderar la Companyia tot i que es trencà la unitat militar: Rocafort no reconeixia el seu cabdillatge, com d'ell no feia cas Ferrando Eximénez de Arenós. La situació s'agreujà fins que el germà de Bernat de Rocafort, Gilbert de Rocafort i el seu oncle, Dalmau de Sant Martí, van matar accidentalment en Berenguer d'Entença i de Montcada el 1306. La major part de la Companyia seguí Rocafort, el qual col·laborà en la defensa de Constantinoble contra els búlgars, mentre aquests li oferien per muller la germana de llur tsar.
El 1307 l'Infant Ferran de Mallorca va arribar a Gal·lípoli amb la missió de liderar la host almogàver i sotmetre'ls a Frederic II de Sicília, però Rocafort no va acceptar l'autoritat de l'infant de Mallorca per substituir el difunt Roger de Flor. La Companyia emprengué una campanya a Macedònia. Rocafort i els seus saquejaren Nestos.
Arenós passà al servei d'Andrònic i Rocafort es trobà de fet com a únic cap de la Companyia. No podent comptar amb la sobirania de l'infant Ferran, escollí la de Carles de Valois, emperador titular de Constantinoble, benvista de Jaume el Just, i prestà homenatge al seu vicari general Tibald de Cepoy, a Cassàndria.
Junts combateren durant dos anys més, amb el projecte de conquerir el mont Atos i Tessalònica, on Rocafort pensava ésser coronat rei i regnar a Tessalònica. No ho aconseguiren i es va posar al servei del duc d'Atenes, Guy II de la Roche, i a la seva mort, de Gualter V de Brienne. També fracassà el seu projectat matrimoni amb Joana de Brienne, germanastra de Guiu II d'Atenes. Chepoy, d'acord amb els altres caps de la Companyia, damunt la qual exercia l'autoritat efectiva, detingué Rocafort i el seu germà Asbert i els envià a Nàpols.
El rei Robert I de Nàpols, que no havia oblidat l'afer dels castells de Calàbria, el tancà al castell d'Aversa, juntament amb el seu germà Gilbert, on moriren de fam. La companyia va liderar-la llavors Tibald de Cepoy.